# Okres Mezőcsát
Okres Mezőcsát (maďarsky Mezőcsáti járás) je okres v severovýchodním Maďarsku v župě Borsod-Abaúj-Zemplén. Jeho správním centrem je město Mezőcsát. Rozloha okresu je 351,27 km², a v lednu 2012 zde žilo celkem 14 130 obyvatel.

## Sídla
V okrese se nachází celkem 8 měst a obcí.
|   | Jméno obce   | Typ obce  | Obyvatel | Rozloha v km2 |
| - | ------------ | --------- | -------- | ------------- |
| 1 | Mezőcsát     | okr.město | 5 891    | 103,08        |
| 2 | Ároktő       | vesnice   | 1 051    | 46,41         |
| 3 | Gelej        | vesnice   | 588      | 32,12         |
| 4 | Hejőpapi     | vesnice   | 1 119    | 17,02         |
| 5 | Igrici       | vesnice   | 1 219    | 19,47         |
| 6 | Tiszadorogma | vesnice   | 367      | 46,61         |
| 7 | Tiszakeszi   | vesnice   | 2 487    | 46,17         |
| 8 | Tiszatarján  | vesnice   | 1 408    | 40,39         |